# Jan De Vos (burgemeester)

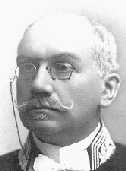
Jan De Vos

Jan Baptist De Vos (Dendermonde, 7 februari 1844 - Antwerpen, 30 maart 1923) was een liberaal burgemeester van de stad Antwerpen.
De Vos was een handelaar en bracht het tot voorzitter van de dienst uitvoer van de Antwerpse handelskamer. In 1891 werd hij verkozen tot gemeenteraadslid voor de liberale partij. Hij zou dit blijven tot 1903. In 1906 werd hij opnieuw verkozen tot gemeenteraadslid. In 1909 werd hij door koning Leopold II enigszins verrassend benoemd tot burgemeester. De liberale partij had waarnemend burgemeester Victor Desguin naar voren geschoven als kandidaat maar de koning verkoos De Vos te benoemen tot burgemeester. Op dat moment was De Vos reeds 65 jaar en had hij nooit het ambt van schepen uitgeoefend.
Onder het burgemeesterschap van De Vos brak de Eerste Wereldoorlog uit. In oktober 1914 vielen de Duitsers Antwerpen aan. Tijdens een geheime bijeenkomst van de gemeenteraad in de kelders van het stadhuis werd beslist tot een staakt-het-vuren. Het was De Vos die dit onderhandelde met de Duitse officieren. Tijdens de oorlog kon hij in functie blijven als burgemeester en probeerde hij de hinder voor de Antwerpenaars tot een minimum te beperken.
Ook de Olympische Zomerspelen 1920 te Antwerpen vonden plaats onder zijn bewind. Hij legde de eerste steen van het Olympisch Stadion op Het Kiel in 1919. 